# Abswurmbachit
Das Abswurmbachit ist ein sehr selten vorkommendes Mineral aus der Mineralklasse der „Silikate und Germanate“ mit der chemischen Zusammensetzung Cu2+Mn63+[O8|SiO4] und ist damit chemisch gesehen ein Kupfer-Mangan-Silikat mit zusätzlichen Sauerstoffionen. Strukturell gehört Abswurmbachit zu den Inselsilikaten.
Abswurmbachit kristallisiert im tetragonalen Kristallsystem und konnte bisher nur in Form mikrokristalliner, schwarzer Körner von etwa 50 μm Größe gefunden werden.
Mit Braunit (Mn2+Mn3+6[O8|SiO4]) bildet Abswurmbachit eine lückenlose Mischkristallreihe.

## Etymologie und Geschichte
Erstmals gefunden wurde Abswurmbachit bei Myli (auch Mili) am Berg Ochi auf der Insel Euböa und bei Apikia (auch Apoikia) am Berg Vasilikon auf der Insel Andros in Griechenland. Analysiert und beschrieben wurde das Mineral durch Thomas Reinecke, Ekkehart Tillmanns und Heinz-Jürgen Bernhardt, die es in Anerkennung ihrer Beiträge zur Kristallchemie, den Stabilitätsrelationen und den physikalischen Eigenschaften von Braunit nach der deutschen Mineralogin Irmgard Abs-Wurmbach (1938–2020), Tochter des Zoologen Hermann Wurmbach, benannten. Da zur Analyse Material aus beiden griechischen Fundorten verwendet wurde, gelten beide auch als Typlokalität.
Als eigenständiges Mineral anerkannt wurde Abswurmbachit 1990 von der International Mineralogical Association (IMA) unter der Nummer IMA 1990-007. Veröffentlicht wurden die Untersuchungsergebnisse und der anerkannte Name ein Jahr später im Wissenschaftsmagazin „Neues Jahrbuch für Mineralogie“ (Abh.: 163).
Typmaterial des Minerals wird im Smithsonian Institution in Washington DC sowie im Institut für Mineralogie, Geologie und Geophysik der Ruhr-Universität Bochum aufbewahrt.

## Klassifikation
Da der Abswurmbachit erst 1990 als eigenständiges Mineral anerkannt wurde, ist er in der seit 1977 veralteten 8. Auflage der Mineralsystematik nach Strunz noch nicht verzeichnet.
In der zuletzt 2018 überarbeiteten Lapis-Systematik nach Stefan Weiß, die formal auf der alten Systematik von Karl Hugo Strunz in der 8. Auflage basiert, erhielt das Mineral die System- und Mineralnummer VIII/B.09-005. Dies entspricht der Klasse der „Silikate“ und dort der Abteilung „Inselsilikate mit tetraederfremden Anionen“, wo Abswurmbachit zusammen mit Braunit, Franciscanit, Gatedalit, Katoptrit, Långbanit, Neltnerit, Örebroit, Welinit, Yeatmanit eine unbenannte Gruppe mit der Systemnummer VIII/B.09 bildet.
Die von der International Mineralogical Association (IMA) zuletzt 2009 aktualisierte 9. Auflage der Strunz’schen Mineralsystematik ordnet den Abswurmbachit ebenfalls in die Abteilung der „Inselsilikate (Nesosilikate)“ ein. Diese ist weiter unterteilt nach der möglichen Anwesenheit zusätzlicher Anionen und der Koordination der beteiligten Kationen, so dass das Mineral entsprechend seiner Zusammensetzung in der Unterabteilung der „Inselsilikate mit zusätzlichen Anionen; Kationen in meist [6]er- und > [6]er-Koordination“ zu finden ist, wo es nur noch zusammen mit Braunit, Braunit II und Neltnerit die „Braunitgruppe“ mit der System-Nr. 9.AG.05 bildet.
Die vorwiegend im englischen Sprachraum gebräuchliche Systematik der Minerale nach Dana ordnet den Abswurmbachit dagegen in die Klasse der „Oxide und Hydroxide“ ein. Hier ist er zusammen mit Braunit-I, Braunit-II und Neltnerit in der „Humitgruppe (Tetragonal: I41/acd) mit Si“ mit der System-Nr. 07.05.01 innerhalb der Unterabteilung der „Mehrfachen Oxide mit der Formel ABX2“ zu finden.

## Kristallstruktur
Abswurmbachit kristallisiert tetragonal in der Raumgruppe I41/acd (Raumgruppen-Nr. 142) mit den Gitterparametern a = 9,41 Å und c = 18,55 Å sowie 8 Formeleinheiten pro Elementarzelle.

## Modifikationen und Varietäten
Zwischen Abswurmbachit und Braunit besteht eine lückenlose Mischkristallreihe, bei der Kupfer nach und nach durch Mangan ersetzt wird. Ein weiteres ähnliches Mineral ist der Neltnerit, der anstatt Kupfer Calcium enthält. Zwischen Abswurmbachit und Neltnerit besteht jedoch wahrscheinlich eine Mischungslücke, so dass keine Mischkristallreihe möglich ist.

## Bildung und Fundorte
Abswurmbachit bildet sich zusammen mit Braunit in mangan- und aluminiumhaltigen Piemontit-Sursassit-Quarziten bei Drücken von 7 bis 11 kbar und Temperaturen von 300 bis 420 °C. Weitere Begleitminerale sind unter anderem Ardennit, Hollandit, Klinochlor, Quarz, Rutil und Shattuckit.
Das Mineral ist so selten, dass es bisher (2018) nur in wenigen Proben aus weniger als 10 Fundorten bekannt ist. Seine Typlokalitäten Myli (Mili) und Apikia (Apoikia) sind dabei bisher einzigen bekannten Fundorte in Griechenland.
Der bisher einzige bekannte Fundort in Deutschland liegt bei Ramsbeck in der sauerländischen Gemeinde Bestwig in Nordrhein-Westfalen. Daneben kennt man Abswurmbachit noch aus Papachacra im argentinischen Departamento Belén, von der Solfatara di Pozzuoli in der italienischen Region Kampanien und aus Iyomishima (heute: Shikokuchūō) auf der japanischen Insel Shikoku.